# بیکنباخ (هسن)
بیکنباخ (به آلمانی: Bickenbach) یک شهر در آلمان است که در دارمشتات-دیبورگ واقع شده‌است. بیکنباخ ۵٬۴۲۳ نفر جمعیت دارد.

## خواهرخوانده
شهرهای تریکاریکو و Saint-Philbert-de-Grand-Lieu خواهرخوانده‌های بیکنباخ (هسن) هستند.